# رخمة (ذمار)

تعديل مصدري - تعديل

رخمة هي إحدى قرى عزلة منقذة بمديرية مدينة ذمار التابعة لمحافظة ذمار، بلغ تعداد سكانها 3,772 نسمة حسب تعداد اليمن لعام 2004. وتقع إلى الشرق من مدينة ذمار وتعتبر من اقدم القرى اليمنية حيث دلت الاثار فيها إلى ماقبل الميلاد وفيها حصن منيع بنى السكان منازلهم فية في العصر الاسلامي وفيه جامع قديم وحارات قديمة مثل حارة الخضر والداخلية والميدان اما القرية القديمة فاسفل الحصن ،